# Sườn lợn

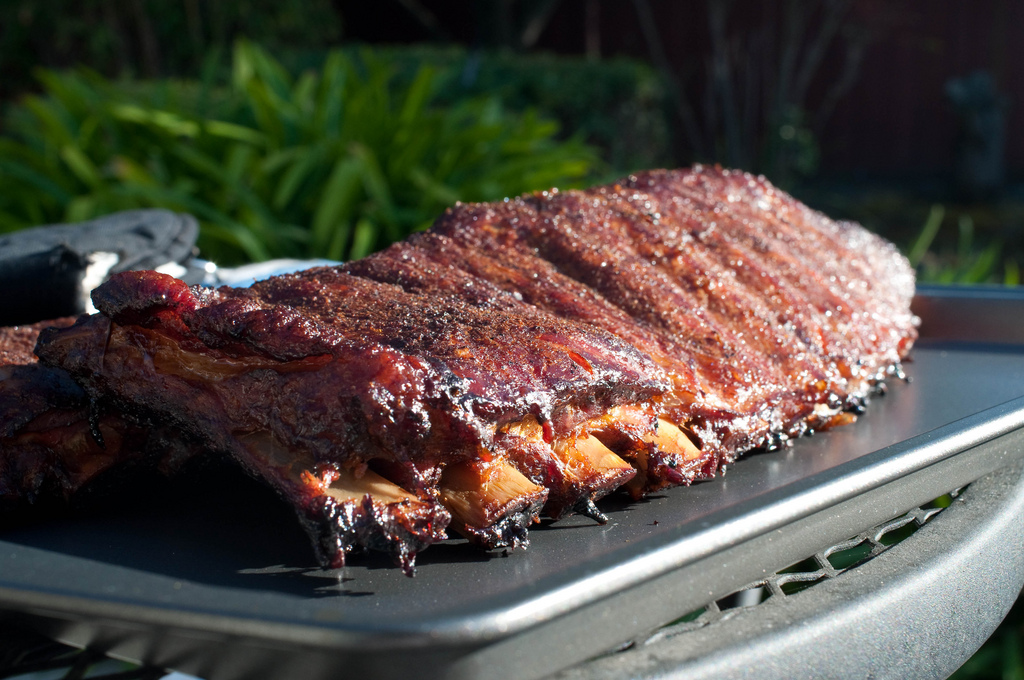
Sườn heo nướng

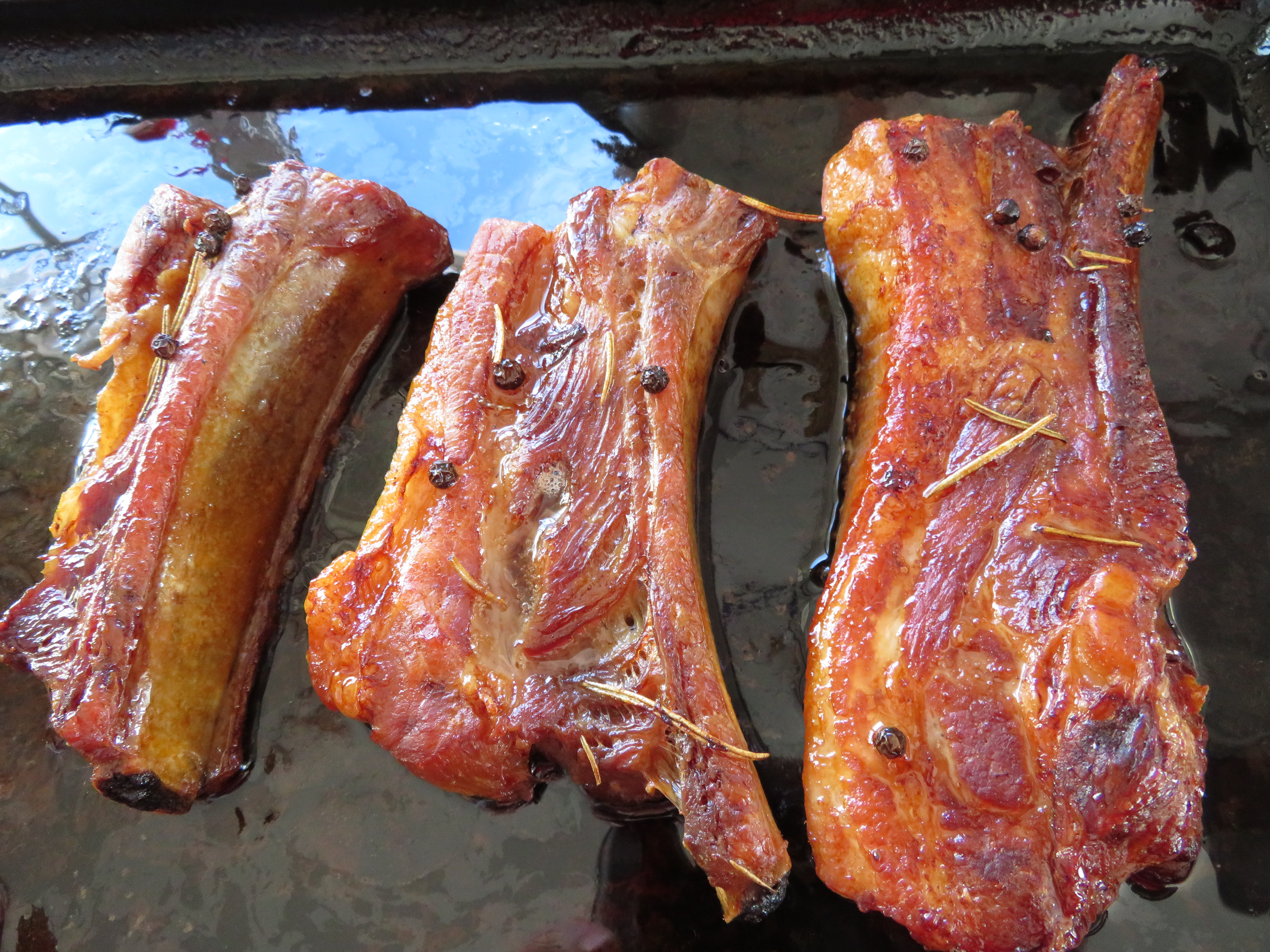
Sườn lợn, Tây ban nha

Sườn lợn hay sườn heo (pork ribs) là phần dẻ sườn của con lợn (heo), được lóc từ phần xương sườn của con lợn và có dắt thịt ở trên đó. Đây là một trong những phần thịt từ khúc thịt lợn. Đây là nguyên liệu phổ biến trong ẩm thực các nước châu Á và ẩm thực phương Tây. Sườn heo là một trong những phần hấp dẫn nhất của con heo là nguyên liệu thông dụng nhất của các món Sườn nướng, hay thịt nướng hun khói (BBQ) ngoài ra còn món chả chìa cũng khá phổ biến.

## Phân dạng
Sườn heo có thể chia thành các dạng:
- Sườn miếng hay Sườn cốt-lết (Pork chop hay Meat chop) là phần thịt cốt-lết còn gắn với một đoạn xương sườn-thịt dắt xương (meat on the bone). Phần thịt này hay được tẩm ướp để làm các món nướng, chiên, áp chảo. Cốt lết heo là phần thịt gần thịt lưng (thịt thăn) gắn vào xương sườn của con heo, sở dĩ có tên gọi là cốt lết (hoặc sườn cốt lết) là do phát âm trại ra từ chữ tiếng Pháp là Cotelette. Đây là phần thịt được chặt vuông góc với xương sống của heo, thường có xương sườn hoặc một phần của đốt sống heo. Sườn cốt lết thường có độ dày 1,5–5 cm. Một số cửa hàng thịt lọc riêng khúc thịt này (sườn rút xương), miếng thịt hay được cắt kèm với phần đầu xương sườn, nó cũng khá nạc và cũng được gọi là thịt thăn, phần thịt này cũng hay được sử dụng để làm ruốc hoặc rim mặn.
- Dẻ sườn (trong tiếng Anh gọi là pork ribs hay spare ribs): Là một tảng sườn lớn ở một bên sườn của con lợn (mạn sườn) gồm các cây sườn nối với nhau. Người phương Tây rất thường dùng cả tảng sườn lớn để nướng, khi ăn thì mới cắt theo từng dẻ sườn.
- Sườn cây hay sườn cọng: là từng miếng xương sường riêng rẻ được lấy ra từ dẻ sườn lớn, có độ cong cong như một cái cọng.
- Sườn non (Rib tips): là phần xương sườn nhỏ, xương dẹt, nhiều thịt, ít xương, thường có sụn (sườn sụn). Phần sườn non này là ngon nhất, dùng để chế biến các món như nướng, sườn rim, sườn rang sả ớt, sườn chua ngọt.
- Sườn già là phần sườn có xương to hơn, cứng hơn, ít thịt hơn, khi nấu cần thời gian lâu hơn, thịt dai hơn, thích hợp làm các món canh hầm.

## Hình ảnh

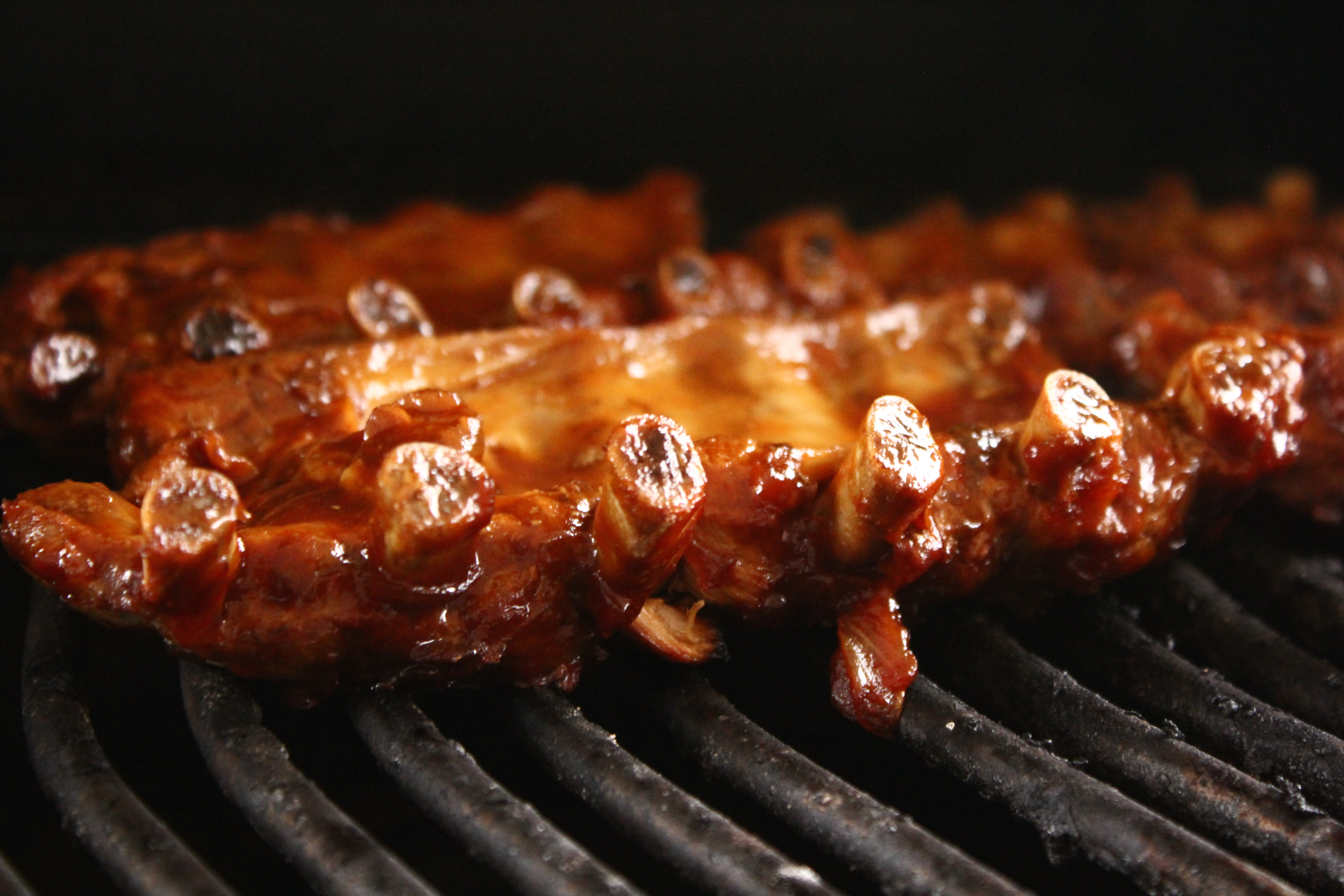
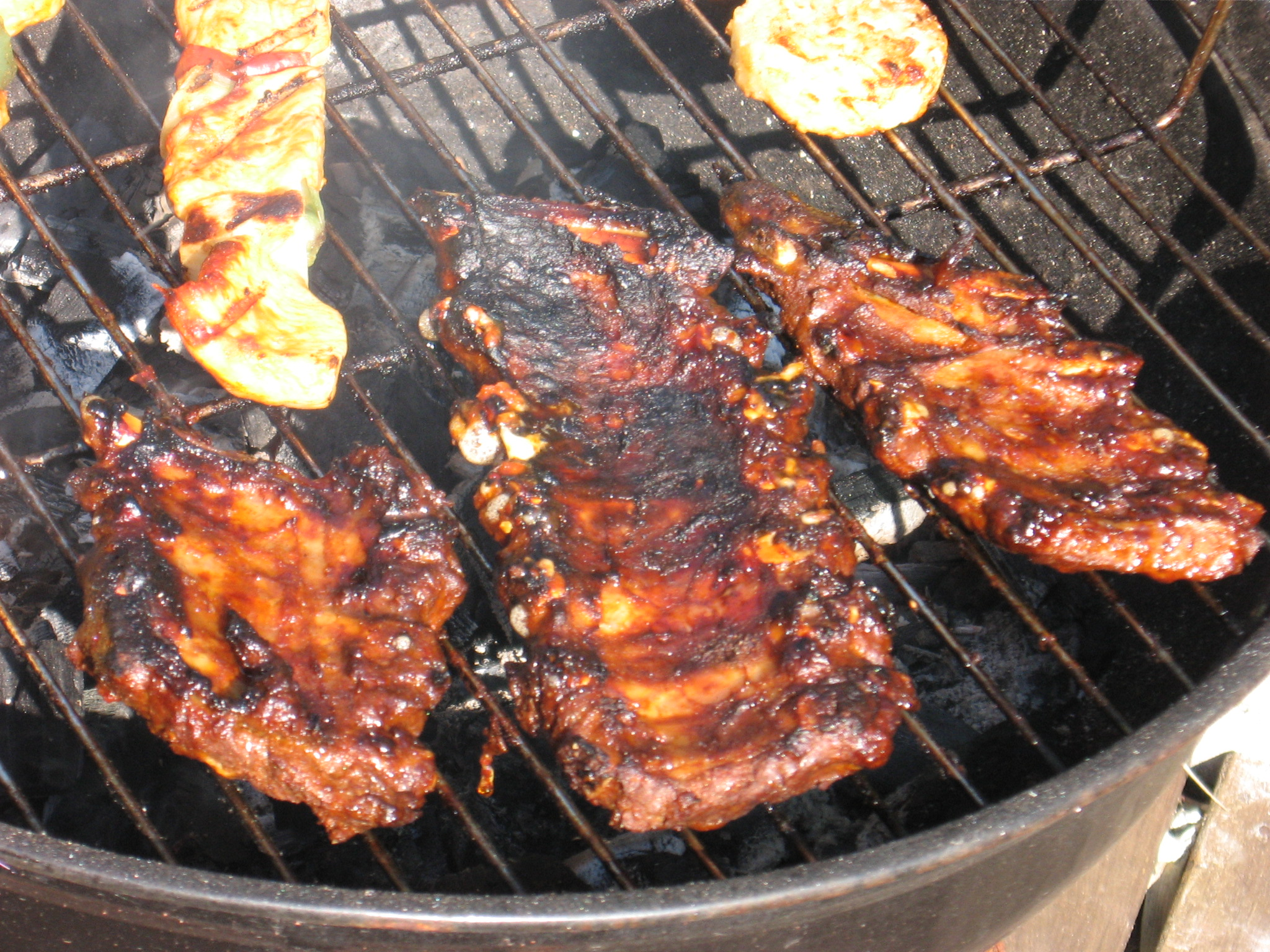
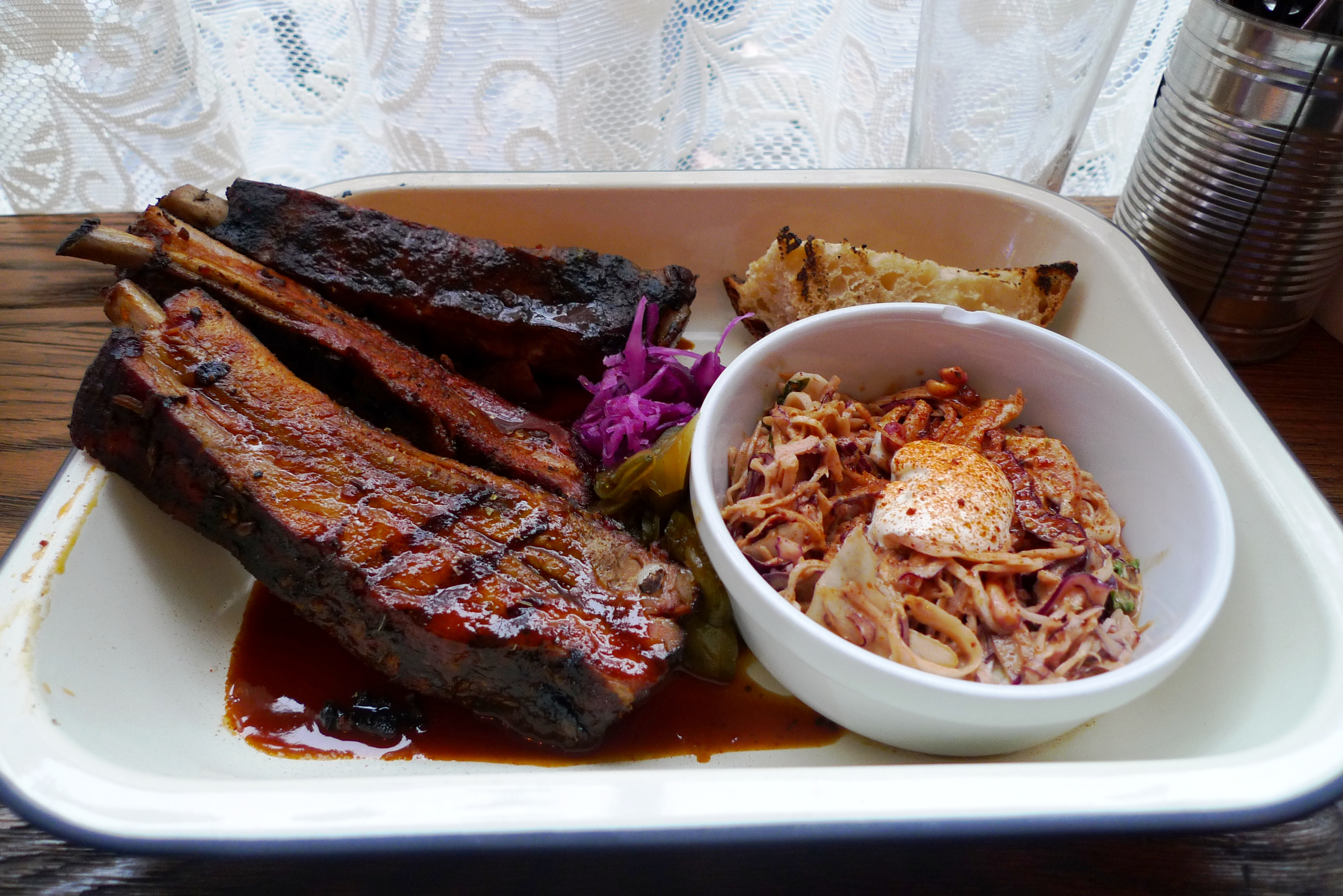
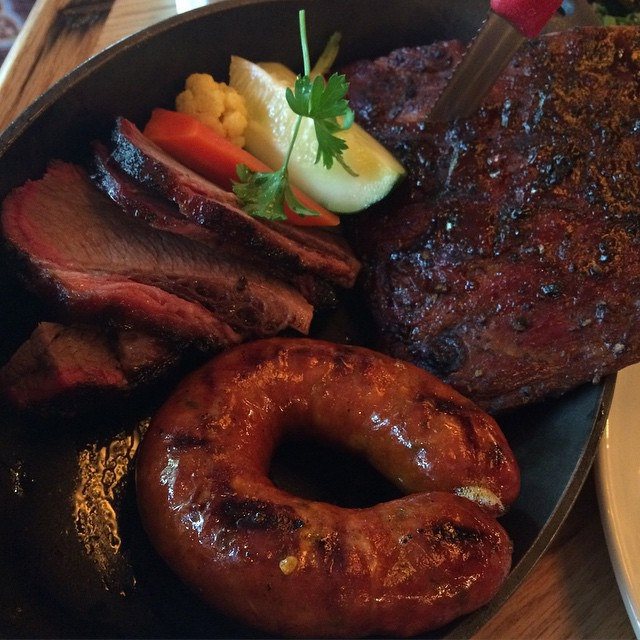
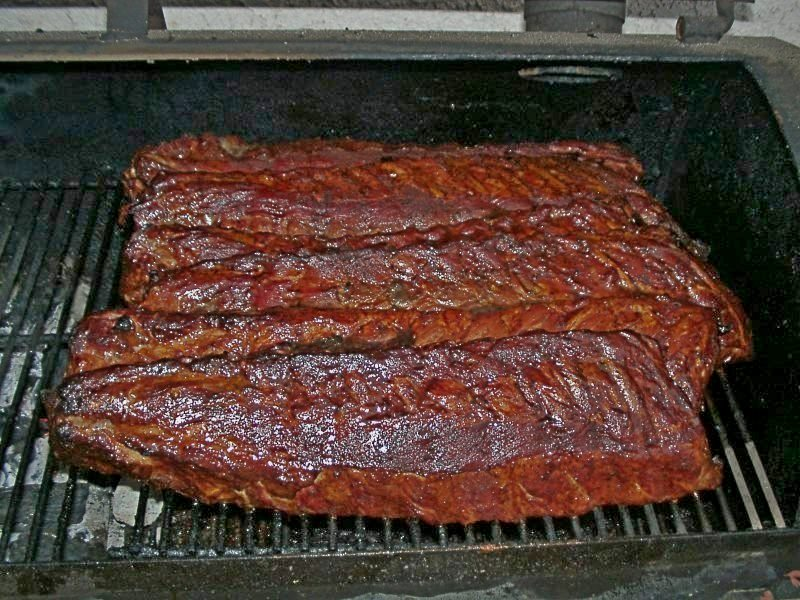
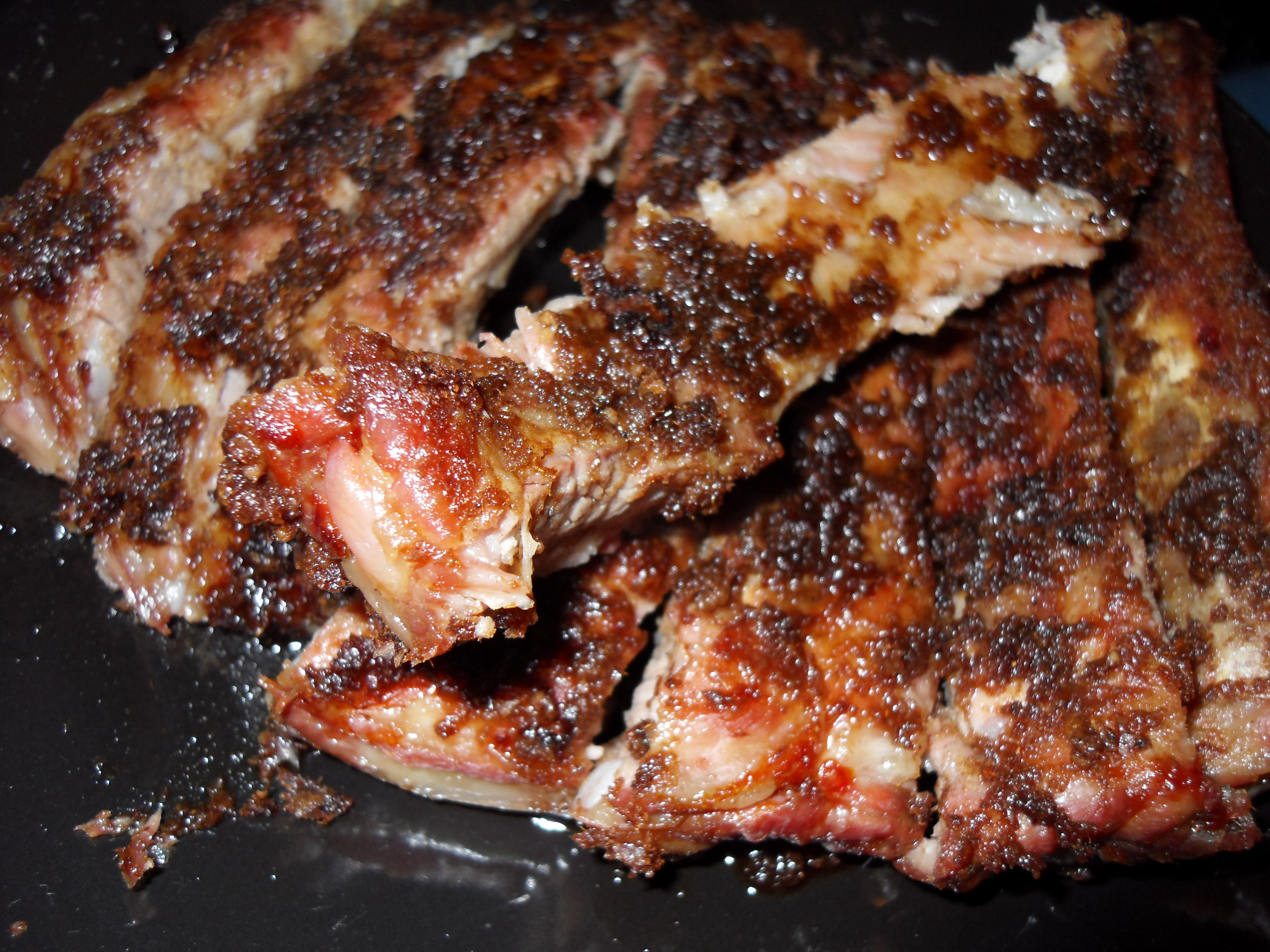
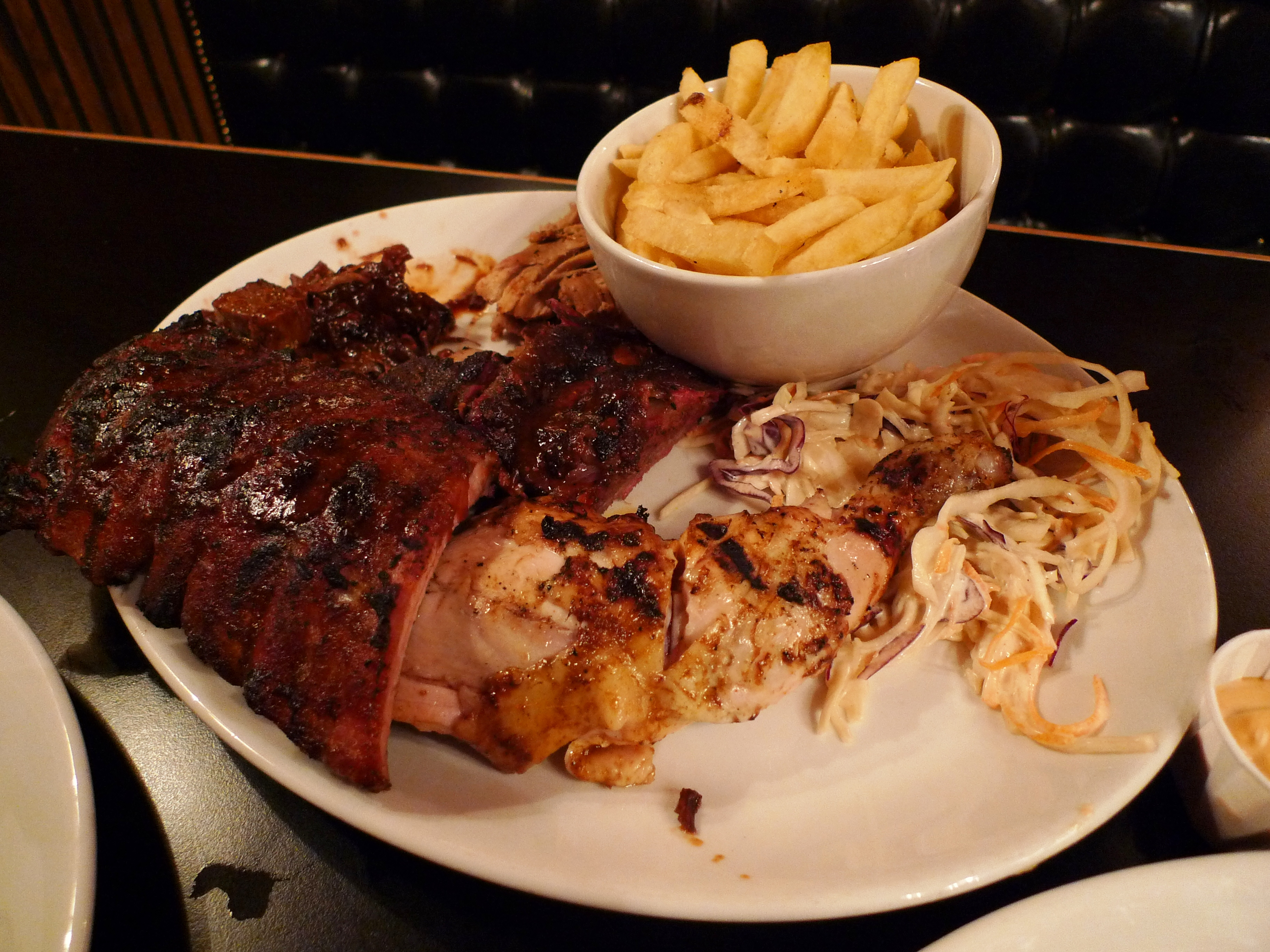
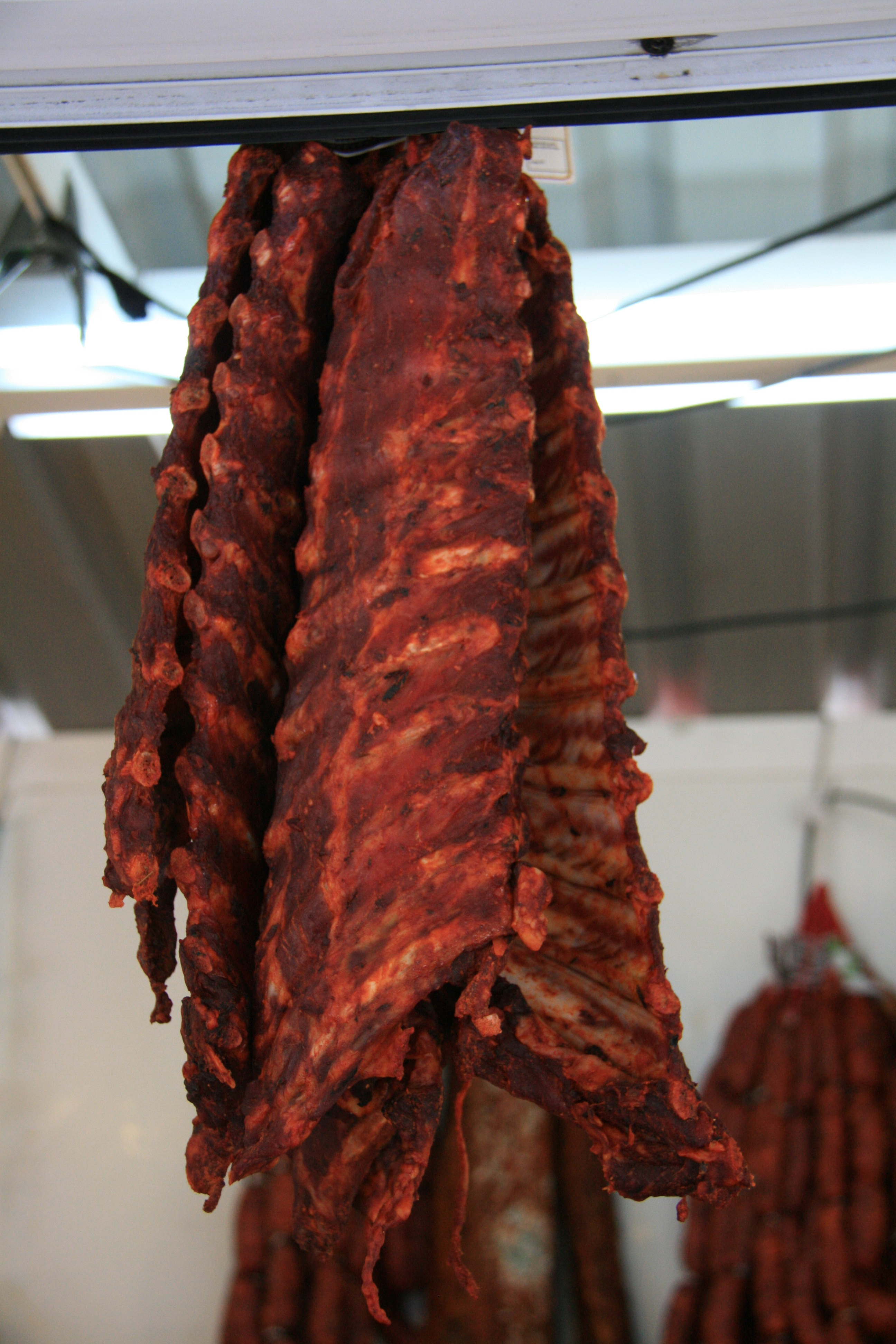
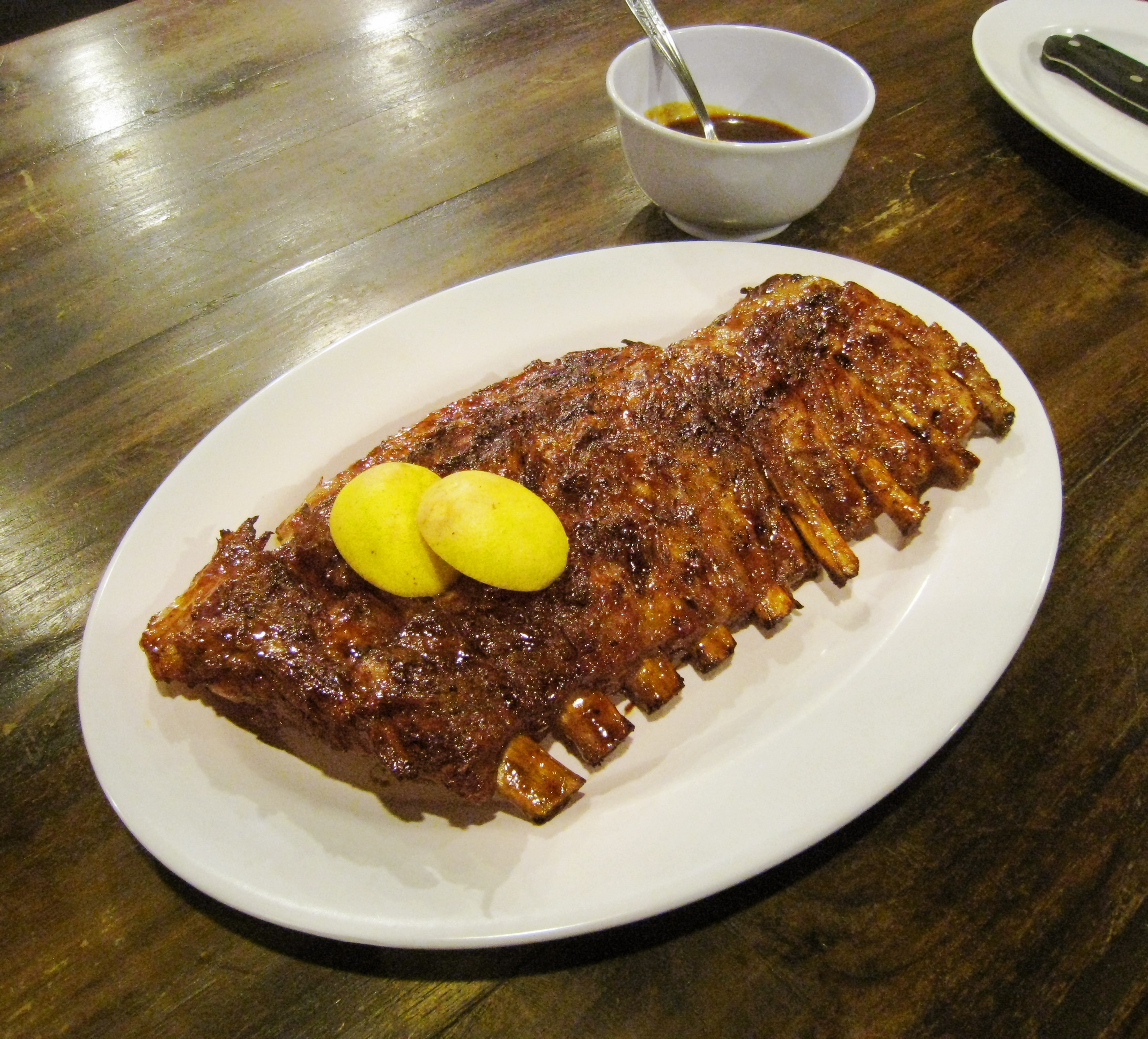
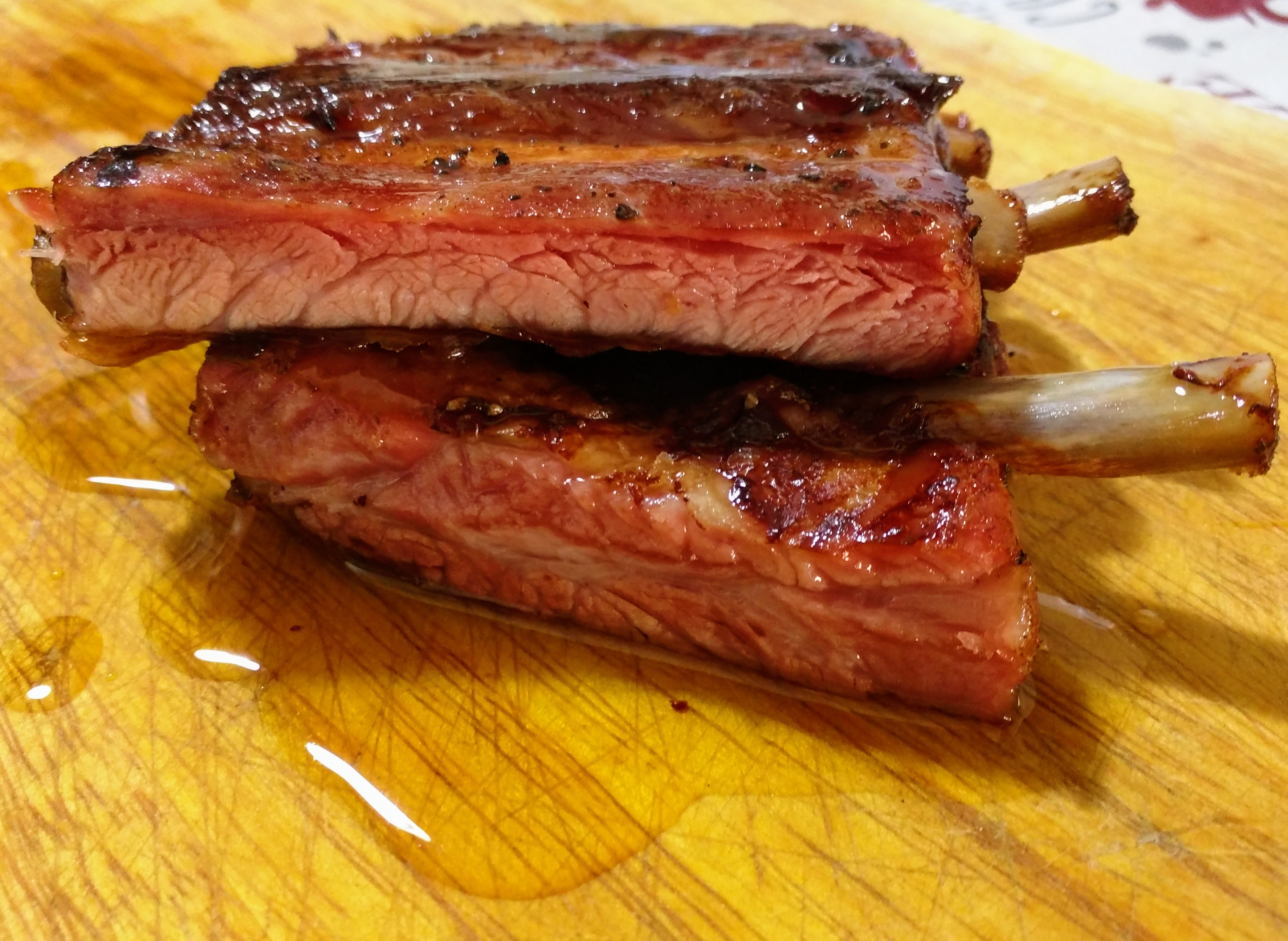
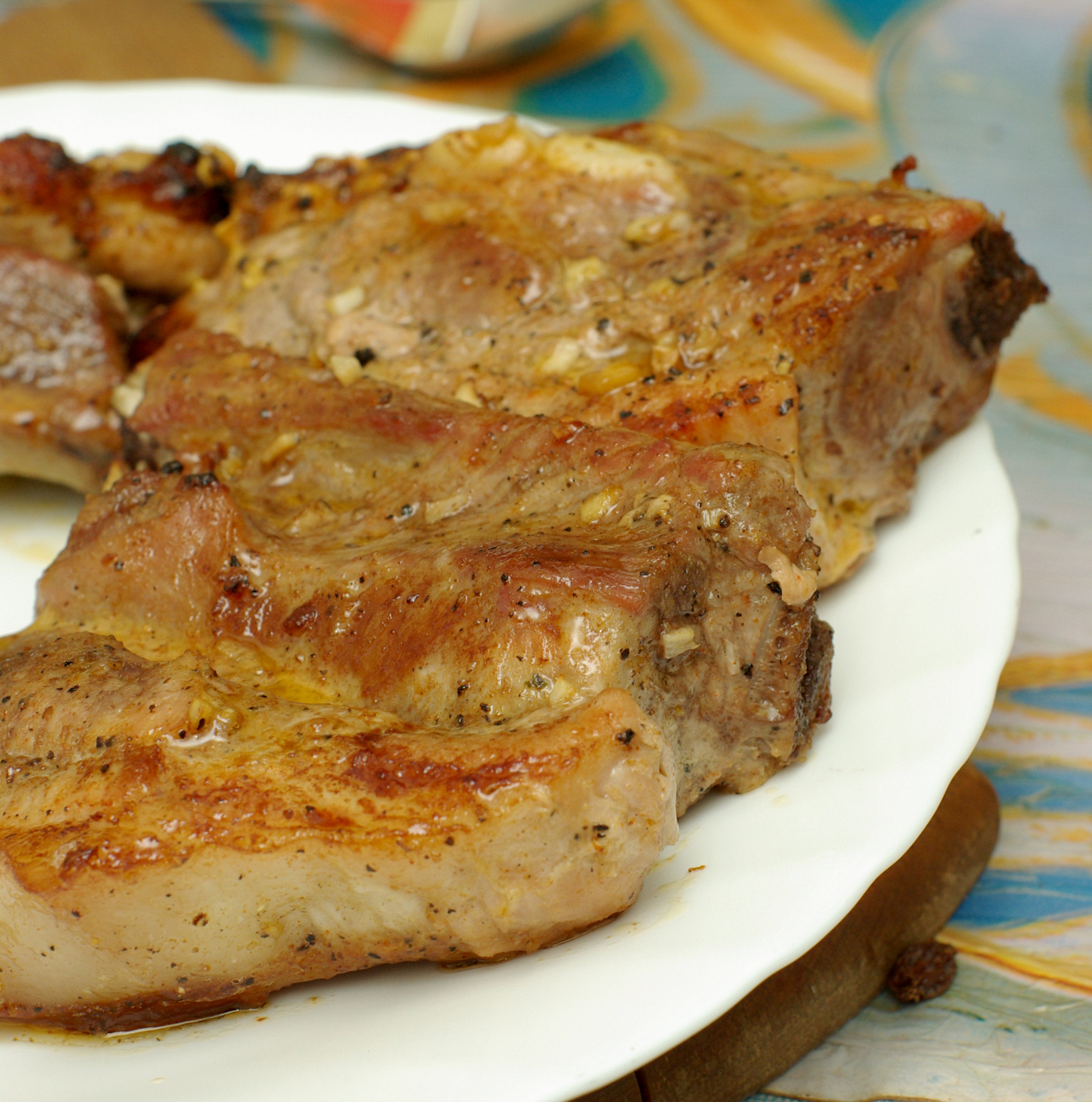
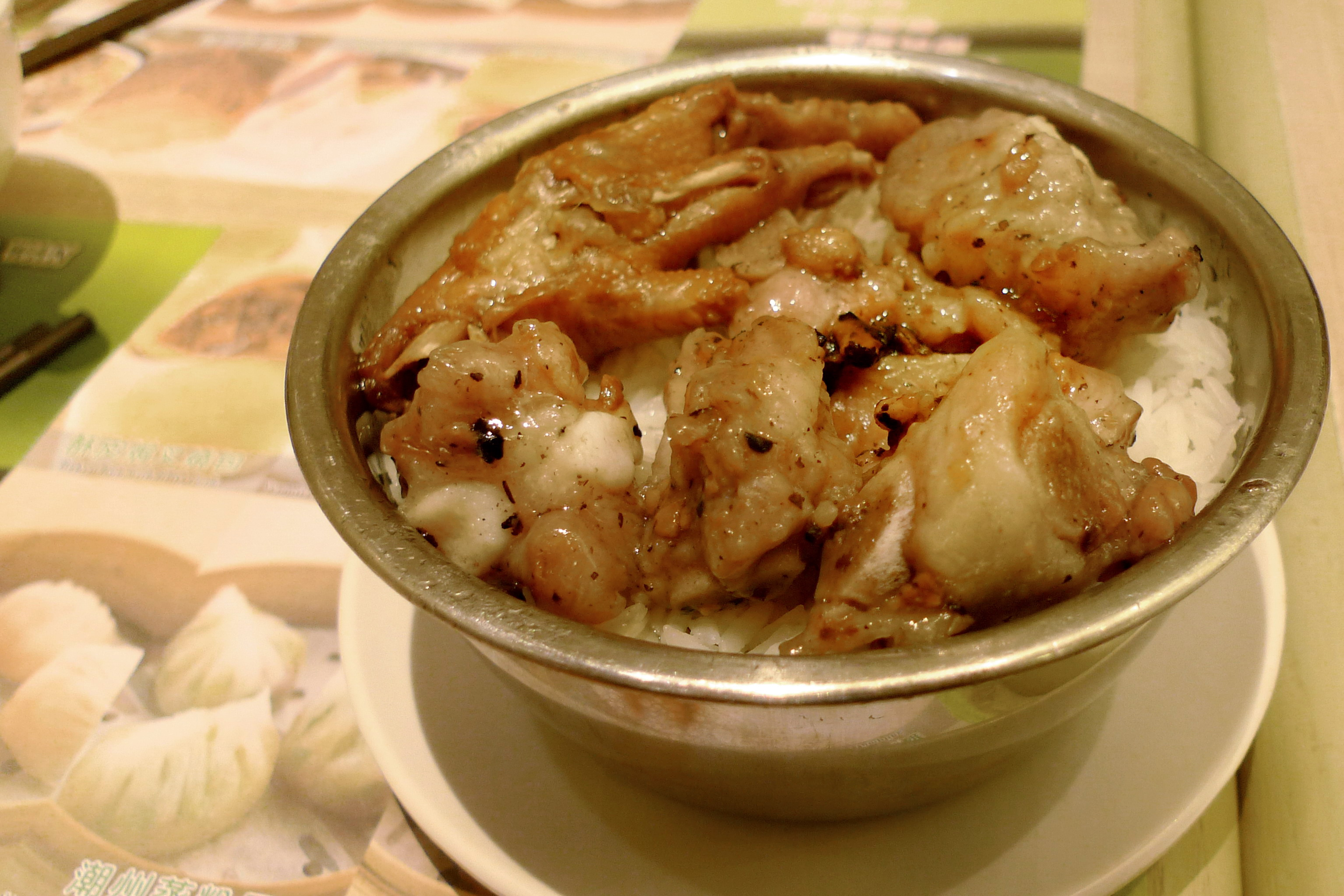
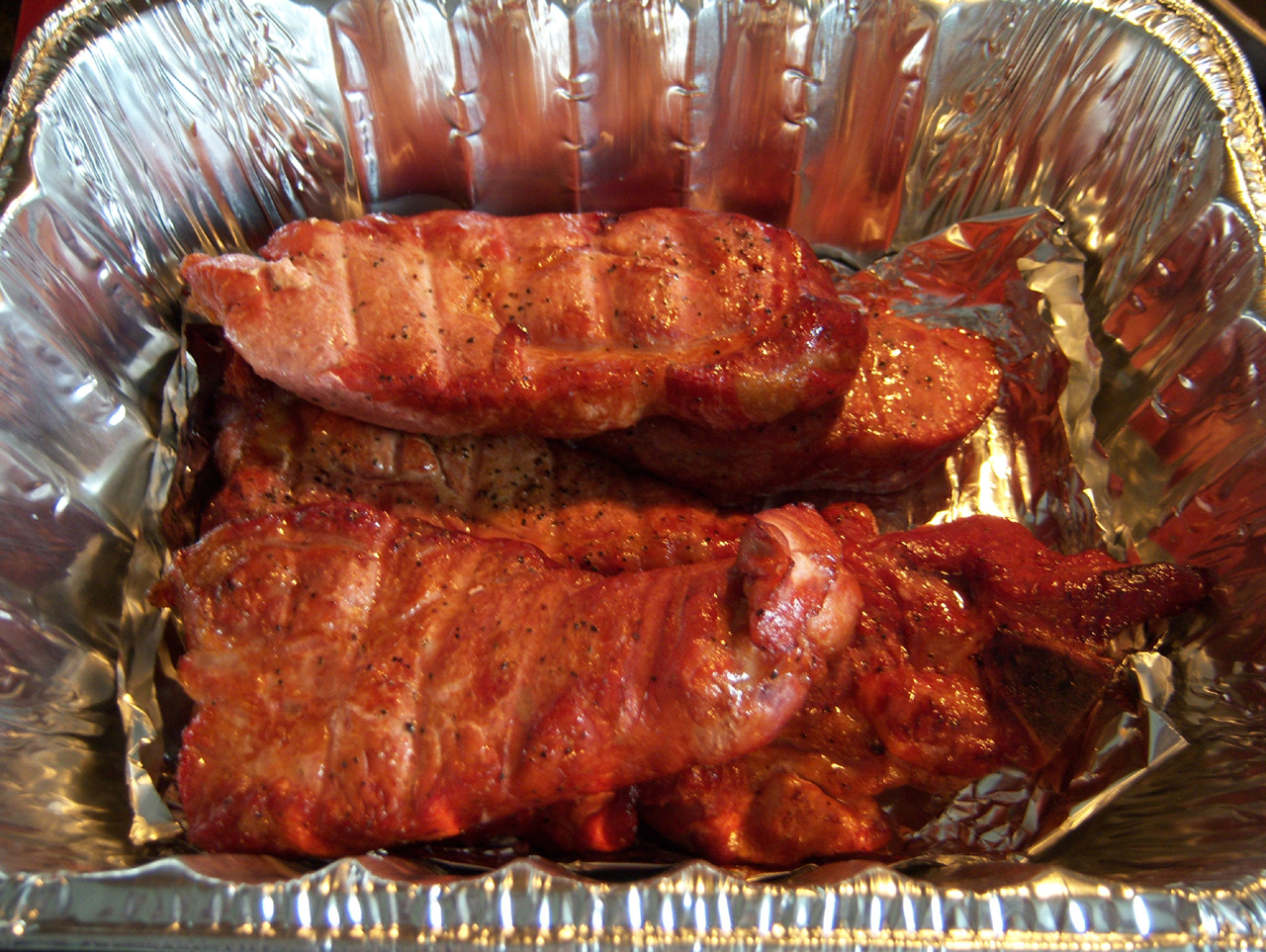